# Маріо Інчаусті
Маріо Інчаусті Гойтіа (ісп. Mario Inchausti Goitia, 3 червня 1915, Санта-Клара — 2 травня 2006, Сарагоса) — кубинський футболіст, що грав на позиції воротаря. По завершенні ігрової кар'єри — тренер. Виступав, зокрема, за клуб «Реал Сарагоса».

## Кар'єра гравця
Народився в місті Кайбайрен, у 10-річному віці емігрував до Іспанії. Навчався в єзуїтському коледжі Урдуньї. Потім вивчав медицину в Сарагосі. Футболом у столиці Арагонії розпочав займатися в сезоні 1934/35 років, у футболці «Сарагоси». Наступного року допоміг арагонському клубу вийти в Прімера Дивізіон, але через громадянську війну чемпіонат був перерваний на три роки. Під час війни Інчаусті був гравцем команди, яка проводила товариські матчі в різних містах проти військових команд, з метою збору коштів для лікарень та солдатів, які брали участь у боях на фронті. Дебютував у вищому дивізіоні іспанського чемпіонату 3 грудня 1939 року в переможному (3:2) поєдинку 1-о туру проти «Сельти». Наприкінці сезону «Бетіс» запропонував кубінському голкіперові зарплату, вищу за 1500 песет, які він отримав в Сарагосі, тому Інчаусті відправився в Андалусію літаком, де його зібралися зустріти нові фани. Наприкінці 1942 року контракт кубинця викупив «Реал Мадрид», за 50 000 песо. Інчаусті став основним воротарем у столичній команді, але отримав серйозні травму в поєдинку проти «Кордоби», через що хмушений був завершити кар'єру гравця. Залишивши мадридський клуб протягом трьох місяців тренувався з «Сарагосою», проте відновити кар'єру не зміг, через що у віці 26 років «повівсив рукавички на цвях».

## Кар'єра тренера
Розпочав тренерську кар'єру, очоливши тренерський штаб клубу «Універсітаріо Сарагоса». Протягом тренерської кар'єри також очолював команди клубів «Уеска» та «Аренас де Сарагоса». Потім працював у Комітеті тренерів Арагонії. Згодом став президентом вище вказаного комітету, а в 1990 році залишив займану посаду та завершив футбольну діяльність.
Помер 2 травня 2006 року на 91-му році життя у місті Сарагоса.

## Досягнення
«Реал Сарагоса»
- Сегунда Дивізіон
  -  Чемпіон (1): 1935/36